# Fortune de France (série télévisée)
Fortune de France est une série télévisée française en 6 épisodes de 52 minutes, créée par Christopher Thompson et diffusée depuis le 16 septembre 2024 sur France 2. Il s'agit de l'adaptation du premier volume de la série éponyme de romans historiques de Robert Merle.

## Synopsis
Périgord noir, 1557. Les guerres de Religion menacent la France.
Derrière les remparts du château de Mespech cerné par un monde hostile et intolérant, la famille de Siorac se bat pour sa survie et ses convictions humanistes.

## Distribution
- Nicolas Duvauchelle : Jean de Siorac
- Lucie Debay : Isabelle de Caumont
- Guillaume Gouix : Jean de Sauveterre
- Grégory Fitoussi : Bertrand de Fontenac
- Blandine Bellavoir : Cathou
- David Ayala : Cabusse
- Antoine Gouy : Gamelin
- Frans Boyer : Bassano
- Louis Durant : Samson
  - Gaël Raës : Samson jeune
- Simon Zampieri : Pierre de Siorac
  - Abel Rozé : Pierre de Siorac, jeune
- Lou Lampros : Helix
  - Lucy Loste Berset : Helix, adolescente
- Angelina Woreth : Diane de Fontenac
- Marcel Thompson : François de Siorac
  - Oscar Pauleau : François de Siorac, jeune
- Ophélie Bau : Franchou
- Aurore Broutin : Alazaïs
- Isabelle de Hertogh : Maligou
- Jean Franco : le curé

## Production
Cette série est produite par Jean Cottin, et coproduite par la structure française Prod Lab.

### Tournage
Le tournage a lieu de février à juin 2023 intégralement en Dordogne, entièrement en décors naturels,. Le tournage s'est déroulé dans les châteaux de Beynac (figurant le « château terrible » du baron de Frontenac) en mars, de Fénelon (représentant le château de Mespech) en mars-avril, puis la chapelle des Pénitents bleus de Sarlat et aux châteaux de Biron (dont la cour intérieure a été transformée en « Sarlat en proie à la peste et au fanatisme) », des Bories, de Commarque et de Marzac. Certaines scènes d'extérieur ont été tournées au prieuré de Merlande en mai, au site troglodytique de l'abri de la Madeleine, à l'église Saint-Léonce de Saint-Léon-sur-Vézère et aux cabanes du Breuil.
Le récit en images s'effectue comme dans le livre en mode « pédagogique et visuel », dans un style classique et « une trame très romancée », avec « des dialogues proches du théâtre », adapté du style « dense, chantant et intriqué » du romancier, dans une reconstitution d'époque minutieuse et soignée, dans les « paysages sublimes du Périgord », où Robert Merle aimait se promener. L’un des rôles féminins a été confié à l'ancienne héroïne des Petits meurtres d'Agatha Christie (France 2) Blandine Bellavoir.

### Fiche technique
- Titre original et francophone : Fortune de France
- Création : Christopher Thompson
- Réalisation : Christopher Thompson
- Scénario : Baptiste Roger-Lacan, Fabrice Roger-Lacan et Christopher Thompson, d'après le roman du même titre de Robert Merle
- Musique : Arthur Simonini
- Production : Renaud Le Van Kim, Jean Cottin, ProdLab
- Sociétés de production : Les Films du Cap, M&M Films et Together Media 2
- Société de distribution : France Télévisions
- Pays de production :  France
- Langue originale : français
- Format : couleur
- Genre : guerre historique
- Nombre de saison : 1
- Nombre d'épisode : 6
- Durée : 52 minutes
- Date de première diffusion :
  - France : 16 septembre 2024[1]

### Épisodes
1. L'Enquête
2. La Guerre
3. La Conversion
4. La Médaille
5. La Peste
6. Père et Fils

## Accueil

### Audiences et diffusion
En France, la série est diffusée le lundi à 21 h 05 sur France 2 par salve de deux épisodes du 16 au 30 septembre 2024.
| Épisode              | Diffusion               | Diffusion            | Audience moyenne          | Audience moyenne                       | Audience moyenne         | Audience moyenne | Réf.   |
| Épisode              | Jour                    | Horaire              | Nombre de téléspectateurs | Part de marché (sur les 4 ans et plus) | Part de marché (FRDA-50) | Classement       | Réf.   |
| -------------------- | ----------------------- | -------------------- | ------------------------- | -------------------------------------- | ------------------------ | ---------------- | ------ |
| 1                    | Lundi 16 septembre 2024 | 21 h 05 - 22 h 00    | 2 610 000                 | 12,6 %                                 | 6 %                      | 3e               | [ 12 ] |
| 2                    | Lundi 16 septembre 2024 | 22 h 00 - 22 h 55    | 2 020 000                 | 11,3 %                                 | 6 %                      | 3e               | [ 12 ] |
| 3                    | Lundi 23 septembre 2024 | 21 h 05 - 21 h 55    | 1 950 000                 | 9,2 %                                  | 3,2 %                    | 3e               | [ 13 ] |
| 4                    | Lundi 23 septembre 2024 | 21 h 55 - 22 h 50    | 1 650 000                 | 8,6 %                                  | 3,2 %                    | 3e               | [ 13 ] |
| 5                    | Lundi 30 septembre 2024 | 21 h 05 - 22 h 00    | 1 780 000                 | 8,7 %                                  | 3,4 %                    | 3e               | [ 14 ] |
| 6                    | Lundi 30 septembre 2024 | 22 h 00 - 22 h 55    | 1 560 000                 | 8,5 %                                  | 3,4 %                    | 3e               | [ 14 ] |
|                      |                         |                      |                           |                                        |                          |                  |        |
| Moyenne de la saison | Moyenne de la saison    | Moyenne de la saison | 1 930 000                 | 9,8 %                                  | 4,2 %                    | 3e               | [ 15 ] |

- Les plus hauts chiffres d'audience
- Les plus bas chiffres d'audience

## Distinctions
- Festival de la fiction TV de La Rochelle 2024 : meilleur acteur pour Nicolas Duvauchelle et Guillaume Gouix[16],[17].